# هارپروودز (میشیگان)
هارپروودز، میشیگان (به انگلیسی: Harper Woods, Michigan) یک شهر در ایالات متحده آمریکا با جمعیت ۱۴٬۲۳۶ نفر است که در میشیگان واقع شده‌است.